# Mädajõgi
Der Mädajõgi ist ein 27 km langer Fluss im Kreis Põlva im Südosten Estlands mit einem Einzugsgebiet von 246 km².
Der Mädajõgi entspringt im See Kõvera (Kõvera järv). Er mündet in den Fluss Võhandu, 5,2 km vor dessen Mündung in den Peipussee (Peipsi järv). Der Mädajõgi ist ein rechter Nebenfluss des Võhandu.